# Duguetia sessilis
Duguetia sessilis là loài thực vật có hoa thuộc họ Na. Loài này được (Vell.) Maas mô tả khoa học đầu tiên năm 1993.